# Mystic Island
Mystic Island – jednostka osadnicza w Stanach Zjednoczonych, w stanie New Jersey, w hrabstwie Ocean.